# Le Dossier Chelsea Street (téléfilm, 1961)
Le Dossier Chelsea Street est un téléfilm suisse réalisé par Claude Goretta, diffusé en 1961.

## Fiche technique
- Titre : « Le Dossier Chelsea Street »
- Réalisation : Claude Goretta
- Scénario : Walter Weideli